# Cucujus
A Cucujus a rovarok (Insecta) osztályába, ezen belül a bogarak (Coleoptera) rendjébe, a mindenevő bogarak (Polyphaga)  alrendjébe, a lapbogárszerűek (Cucujoidea) öregcsaládjába, a lapbogárfélék (Cucujidae) családjába tartozó nem.

## Megjelenésük, felépítésük
Az imágók testhossza 10–30 mm. Testük fénytelen, feltűnően lapos, hát- és hasoldaluk szinte teljesen sík. Színük élénk cinóbervörös, néha vörös és fekete, illetve a legnagyobb faj esetében (Cucujus mniszechi) azúrkék. Hasoldaluk fekete, néha egyes részeik felül is feketék. Csápjuk aránylag rövid, csápízeik rövidek, szinte gömbölydedek. A nem valamennyire fajára jellemző, és a család többi nemétől elkülönítő bélyeg az erősen megduzzadt, hátrafelé és kifelé nyúló halánték. Rágójuk viszonylag nagy, előreálló (prognath).
A lárvák erősen megnyúltak, nagyon laposak, sárga színűek, a bíborbogárfélék (Pyrochroidae) lárváira hasonlítanak, és azokéhoz hasonló élőhelyen találhatók. Utolsó 2 potrohszelvényük azonban nagyjából egyenlő hosszú (a bíborbogarak esetében az utolsó potrohszelvény jóval, gyakran kétszer hosszabb az utolsó előttinél).
A skarlátbogár (Cucujus cinnaberinus), a Cucujus haematodes és a Cucujus tulliae a lapbogárszerűek öregcsaládjának legnagyobb termetű európai fajai. Méretben utánuk a katicabogárfélék (Coccinellidae) egyes fajai következnek.
Az európai Cucujus-fajok lárvái és imágói Bonacci és munkatársai (2012) dolgozatából könnyen azonosíthatók.

## Életmódjuk, élőhelyük
Lárvájuk elhalt fák nedves, laza, de még nem elváló kérge alatt 1–2 évig fejlődik. A bábozódás általában nyár végén történik, majd ősszel a bábból kikel az imágó, amely azonban azonnal telelni vonul, szintén kéreg alá, de a fák szárazabb részeire. A rövid életű imágók tavasszal éjszaka a fák kérgén mászkálva keresik párjukat, illetve néha alkonyatkor repülnek is.
A lárvák gombás korhadékot és elhalt kambiumot fogyasztanak, de élő és eleven rovarlárvákat is elkapnak, sőt kannibalizmusukat is megfigyelték. Egyes fajok lárváit sikerült friss marhahússal táplálni, sőt ezen a táplálékon ki is nevelni. Az imágók valószínűleg ragadozók; megfigyelték, hogy a skarlátbogár más rovarokat fogyaszt, és fogságban lisztbogárlárvákkal sikerült életben tartani.

## Elterjedésük
A 12 Cucujus-faj az északi félgömbön honos, északon Skandináviáig és Kanadáig, délen Mianmarig és Thaiföldig. Észak-Amerikában 1, Európában 3, Magyarországon 1 fajuk, a skarlátbogár fordul elő. Fajokban a palearktikus Távol-Kelet a leggazdagabb.
- Skarlátbogár, Cucujus cinnaberinus (Scopoli, 1763): Ausztria, Bosznia-Hercegovina, Bulgária, Csehország, Észtország, Fehéroroszország, Finnország, Horvátország, Lengyelország, Lettország, Litvánia, Magyarország, Moldova, Németország, Norvégia, Olaszország, Oroszország európai része, Románia, Spanyolország, Svédország, Szerbia, Szlovákia, Szlovénia, Ukrajna.
- Cucujus clavipes (Fabricius, 1781)
  - Cucujus clavipes clavipes (Fabricius, 1781): Amerikai Egyesült Államok keleti része (Connecticut, Illinois, Indiana, Iowa, Kentucky, Massachusetts, Michigan, New Hampshire, New Jersey,  New York, Észak-Karolina, Ohio, Pennsylvania, Tennessee, Nyugat-Virginia), Kanada (Ontario).
  - Cucujus clavipes puniceus Mannerheim, 1843: Amerikai Egyesült Államok nyugati része (Colorado, Kalifornia, Washington, Idaho, Montana, Alaszka, Oregon, Új-Mexikó, Arizona), Kanada (Brit Columbia).
- Cucujus elongatus Lee & Pütz, 2008: Kína (Szecsuan).
- Cucujus haematodes Erichson, 1845 
  - Cucujus haematodes haematodes Erichson, 1845: Bosznia-Hercegovina, Csehország, Horvátország, Észtország, Fehéroroszország, Finnország, Kína (Hejlungcsiang, Szecsuan, Jünnan), Lengyelország, Litvánia, Németország, Görögország, Olaszország, Oroszország európai része és távol-keleti része, Szlovákia, Ukrajna.
  - Cucujus haematodes caucasicus Motschulsky, 1845: Örményország, Grúzia, Oroszország (Adigeföld, Krasznodari határterület, Sztavropoli határterület).
  - Cucujus haematodes opacus Lewis, 1888: Japán, Tajvan.
- Cucujus mniszechi Grouvelle, 1874: Kína (Szecsuan, Jünnan), India (Asszám, Nyugat-Bengál), Japán, Laosz, Nepál, Tajvan, Thaiföld.
- Cucujus bicolor Smith, 1851: India (Himácsal Prades, Dzsammu és Kasmír), Mianmar, Nepál.
- Cucujus grouvellei Reitter, 1877: India (Nyugat-Bengál).
- Cucujus coccinatus Lewis, 1881: Japán, Oroszország (Kunasir).
- Cucujus kempi Grouvelle, 1913: India (Arunácsal Prades, Uttarakhand).
- Cucujus chinensis Lee & Satô, 2007: Kína (Hupej).
- Cucujus nigripennis Lee & Satô, 2007: Tajvan.
- Cucujus tulliae Bonacci, Mazzei, Horák & Brandmayr, 2012: Olaszország.

## Képek

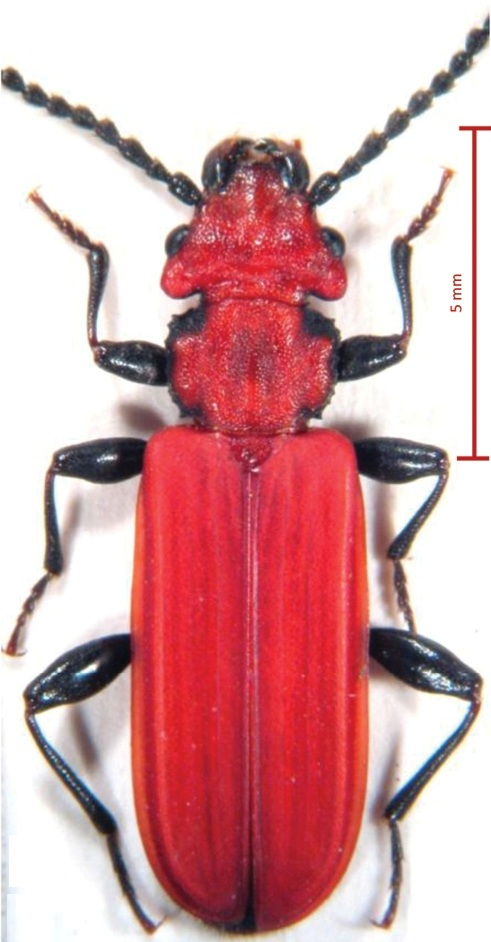
Skarlátbogár (Cucujus cinnaberinus)
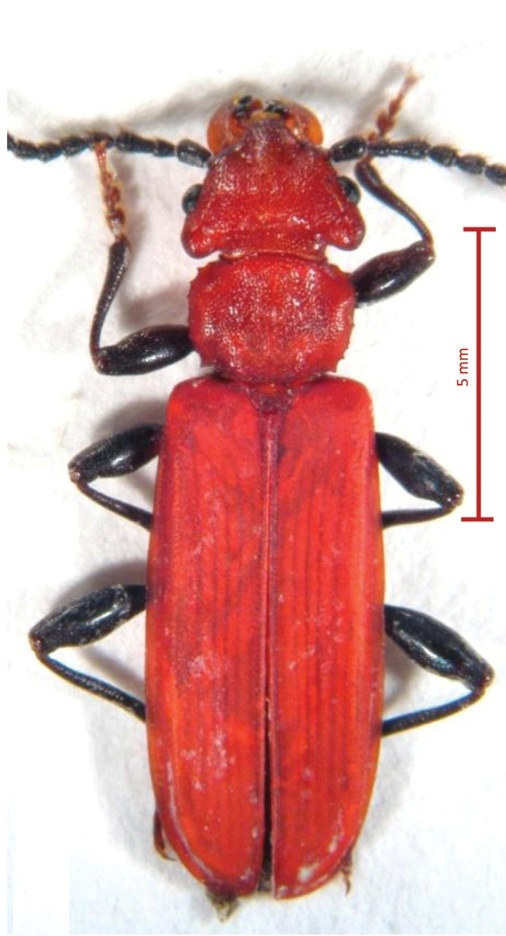
Cucujus haematodes
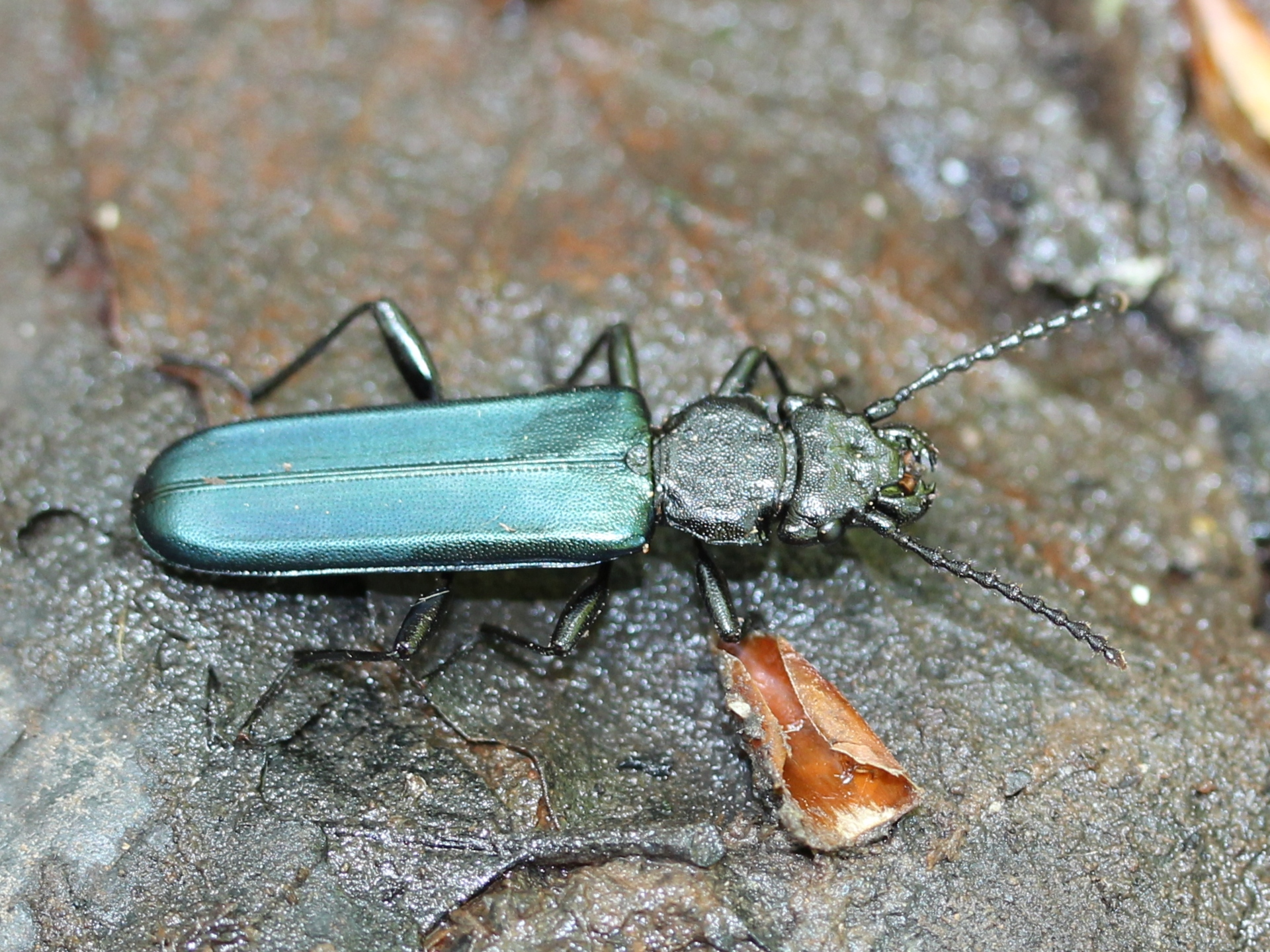
Cucujus mniszechi